# Brisbane Convention & Exhibition Centre
Le Brisbane Convention & Exhibition Centre (BCEC) est un palais des congrès situé à Brisbane, en Australie.
Il occupe la majeure partie du bloc formé par Grey Street, Melbourne Street, Merivale Street et Glenelg Street. 
Il devrait accueillir des épreuves des Jeux olympiques d'été de 2032.

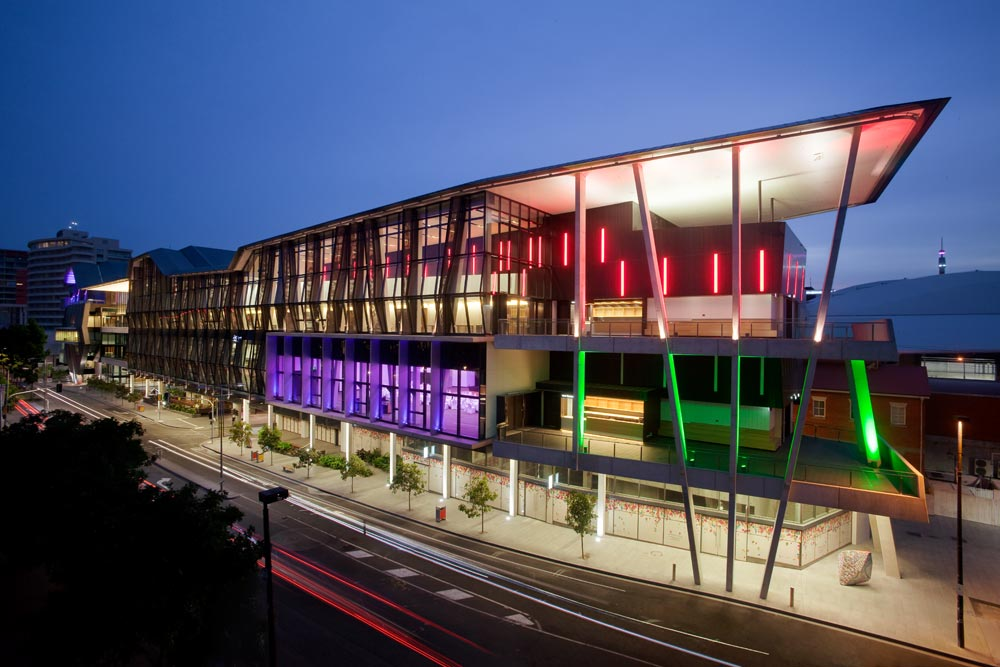
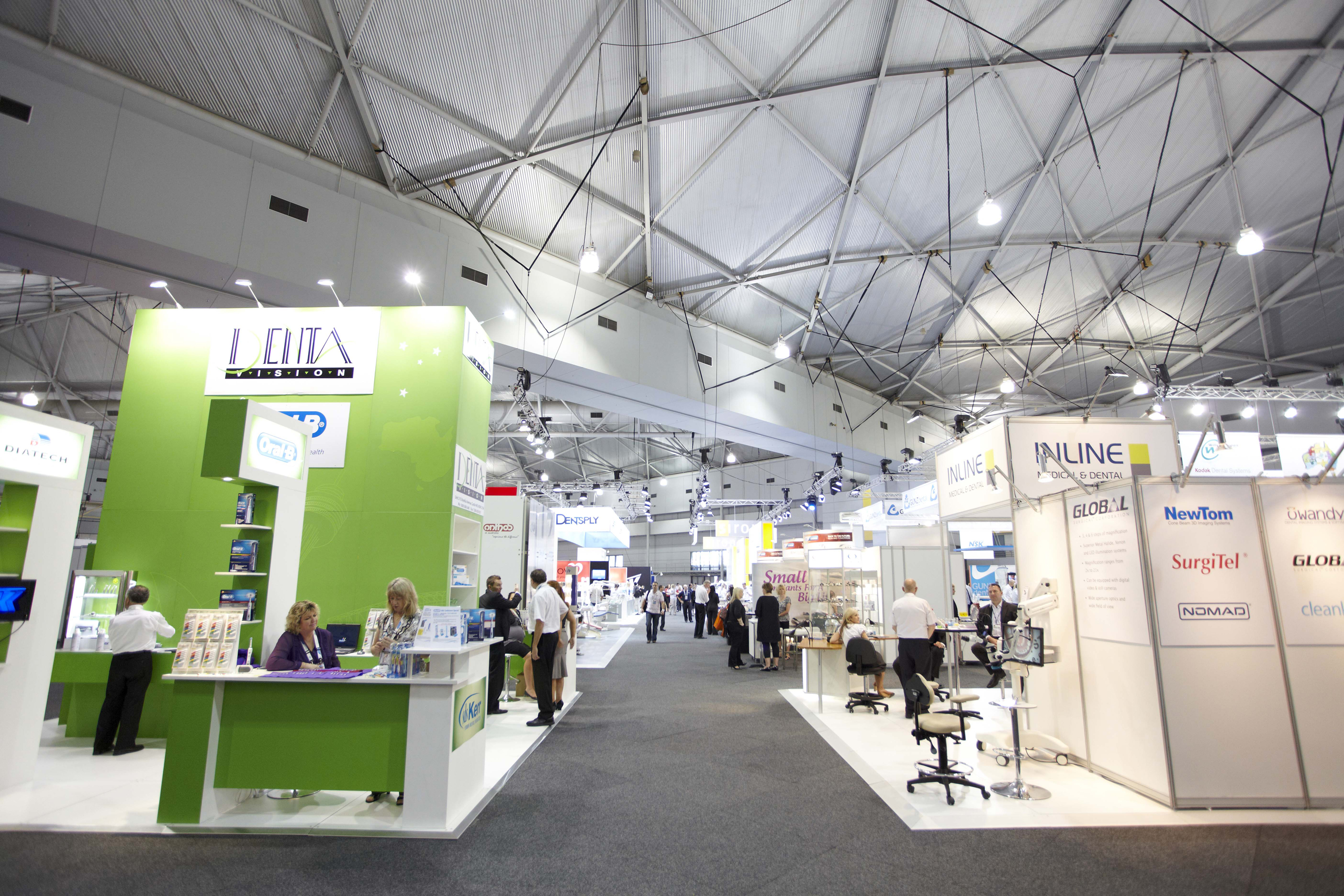
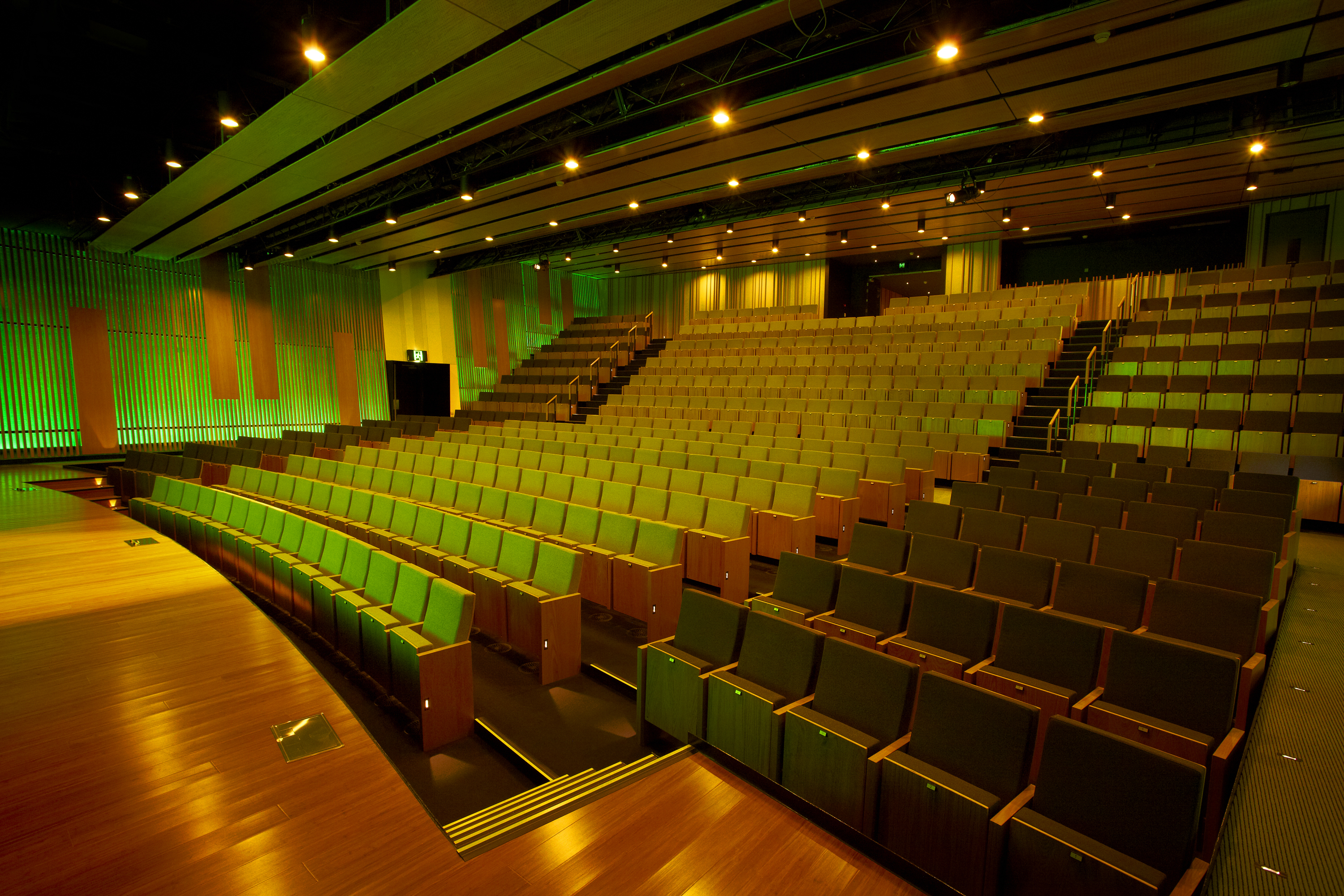